# Милан Арсић Даскало
Милан Арсић Даскало (Крагујевац, 19. јануар 1885. — Београд, 22. мај 1936.) био је српски сликар.

## Биографија
Милан Арсић Даскало је Академију ликовних уметности у Прагу похађао од 1908. до 1910. године. Потом је два семестра 1913. године похађао код професора Франтишека Женишека, а пет семестара од 1921. до 1922. године код професора Карела Кратнера. Поред Прага, усавршавао се и у Бечу, Минхену, Паризу, Риму, Петрограду и Москви.
Био је у браку са Загорком Цветичанин.

## Дело
- Млекара на углу Дечанске и Нушићеве (уље на шпер плочи, 1930)
- Портрет генерала Љубомира Милића (уље на платну, 1933)
- Стари Београд - Кафана Кичево (акварел)